# Scottish Premier League 2010-2011
La Scottish Premier League 2010-2011 (denominata per ragioni di sponsorizzazione Clydesdale Bank Scottish Premier League) è stata la 114ª edizione della massima serie del campionato scozzese di calcio, disputato tra il 14 agosto 2010 e il 15 maggio 2011 e concluso con la vittoria dei Rangers, al loro cinquantaquattresimo titolo, il terzo consecutivo.
Capocannoniere del torneo è stato Kenny Miller (Rangers) con 21 reti.

## Stagione

### Novità
Dalla Scottish First Division 2009-2010 è stato promosso l'Inverness, che sostituisce il Falkirk, retrocesso al termine della stagione precedente.
Sulla base del ranking UEFA per l'anno 2010, il campionato scozzese è sceso al 16º posto, qualificando una sola squadra per la Champions League e due per l'Europa League (la terza squadra arriva dalla Scottish Cup).

### Formula
La stagione era divisa in due fasi: nella prima fase le dodici squadre partecipanti si incontravano tra di loro per tre volte, per un totale di 33 incontri per squadra. Nella seconda fase venivano disputate le poule per il titolo e quelle per la retrocessione: alla poule per il titolo partecipavano le prime sei classificate, alla poule retrocessione le ultime sei; veniva conservato il punteggio della prima fase; in questa seconda fase le sei squadre di ogni girone incontravano le altre in gare di sola andata per un totale di cinque ulteriori incontri.
Al termine della stagione la squadra ultima classificata retrocedeva.
La squadra campione di Scozia si qualifica per il terzo turno di qualificazione della UEFA Champions League 2011-2012.

La seconda e la terza classificata si qualificano, rispettivamente, per il terzo e per il secondo turno della UEFA Europa League 2011-2012.

L'ultima classificata retrocede direttamente in Scottish First Division.

## Squadre partecipanti
| Club                | Stagione | Città      | Stadio             | Stagione precedente                           |
| ------------------- | -------- | ---------- | ------------------ | --------------------------------------------- |
| Aberdeen            | dettagli | Aberdeen   | Pittodrie Stadium  | 9º posto in Scottish Premier League           |
| Celtic              | dettagli | Glasgow    | Celtic Park        | 2º posto in Scottish Premier League           |
| Dundee Utd          | dettagli | Dundee     | Tannadice Park     | 3º posto in Scottish Premier League           |
| Hamilton Academical | dettagli | Hamilton   | New Douglas Park   | 7º posto in Scottish Premier League           |
| Hearts              | dettagli | Edimburgo  | Tynecastle Stadium | 6º posto in Scottish Premier League           |
| Hibernian           | dettagli | Edimburgo  | Easter Road        | 4º posto in Scottish Premier League           |
| Inverness           | dettagli | Inverness  | Caledonian Stadium | 1º posto in Scottish First Division, promosso |
| Kilmarnock          | dettagli | Kilmarnock | Rugby Park         | 11º posto in Scottish Premier League          |
| Motherwell          | dettagli | Motherwell | Fir Park           | 5º posto in Scottish Premier League           |
| Rangers             | dettagli | Glasgow    | Ibrox Stadium      | 1º posto in Scottish Premier League           |
| St. Johnstone       | dettagli | Perth      | McDiarmid Park     | 8º posto in Scottish Premier League           |
| St. Mirren          | dettagli | Paisley    | St. Mirren Park    | 10º posto in Scottish Premier League          |

## Stagione regolare

### Classifica finale
Fonte:
|  | Pos. | Squadra             | Pt | G  | V  | N  | P  | GF | GS | DR  |
|  | ---- | ------------------- | -- | -- | -- | -- | -- | -- | -- | --- |
|  | 1.   | Rangers             | 80 | 33 | 26 | 2  | 5  | 72 | 28 | 44  |
|  | 2.   | Celtic              | 79 | 33 | 25 | 4  | 4  | 72 | 21 | 51  |
|  | 3.   | Hearts              | 61 | 33 | 18 | 7  | 8  | 47 | 31 | 16  |
|  | 4.   | Dundee Utd          | 52 | 33 | 14 | 10 | 9  | 44 | 41 | 3   |
|  | 5.   | Kilmarnock          | 47 | 33 | 13 | 8  | 12 | 47 | 41 | 6   |
|  | 6.   | Motherwell          | 44 | 33 | 13 | 5  | 15 | 36 | 43 | -7  |
|  | 7.   | Inverness           | 41 | 33 | 10 | 11 | 12 | 44 | 42 | 2   |
|  | 8.   | Hibernian           | 36 | 33 | 10 | 6  | 17 | 36 | 52 | -16 |
|  | 9.   | St. Johnstone       | 34 | 33 | 8  | 10 | 15 | 18 | 39 | -21 |
|  | 10.  | Aberdeen            | 31 | 33 | 9  | 4  | 20 | 34 | 54 | -20 |
|  | 11.  | St. Mirren          | 28 | 33 | 7  | 7  | 19 | 31 | 54 | -23 |
|  | 12.  | Hamilton Academical | 19 | 33 | 3  | 10 | 20 | 20 | 55 | -35 |

Legenda:
      Ammesse alla poule per il titolo
      Ammesse alla poule salvezza
Regolamento:
Tre punti a vittoria, uno a pareggio, zero a sconfitta.
A parità di punti, le posizioni in classifica venivano determinate sulla base della differenza reti.

## Poule per il titolo/salvezza

### Classifica finale
Fonte:
|       | Pos. | Squadra             | Pt | G  | V  | N  | P  | GF | GS | DR  |
| ----- | ---- | ------------------- | -- | -- | -- | -- | -- | -- | -- | --- |
|       | 1.   | Rangers             | 93 | 38 | 30 | 3  | 5  | 88 | 29 | +59 |
| [ 5 ] | 2.   | Celtic              | 92 | 38 | 29 | 5  | 4  | 85 | 22 | +63 |
|       | 3.   | Hearts              | 63 | 38 | 18 | 9  | 11 | 53 | 45 | +8  |
|       | 4.   | Dundee Utd          | 61 | 38 | 17 | 10 | 11 | 55 | 50 | +5  |
|       | 5.   | Kilmarnock          | 49 | 38 | 13 | 10 | 15 | 53 | 55 | -2  |
|       | 6.   | Motherwell          | 46 | 38 | 13 | 7  | 18 | 40 | 60 | -20 |
|       |      |                     |    |    |    |    |    |    |    |     |
|       | 7.   | Inverness           | 53 | 38 | 14 | 11 | 13 | 52 | 44 | +8  |
|       | 8.   | St. Johnstone       | 44 | 38 | 11 | 11 | 16 | 23 | 43 | -20 |
|       | 9.   | Aberdeen            | 38 | 38 | 11 | 5  | 22 | 39 | 59 | -20 |
|       | 10.  | Hibernian           | 37 | 38 | 10 | 7  | 21 | 39 | 61 | -22 |
|       | 11.  | St. Mirren          | 33 | 38 | 8  | 9  | 21 | 33 | 57 | -24 |
|       | 12.  | Hamilton Academical | 26 | 38 | 5  | 11 | 22 | 24 | 59 | -35 |

Legenda:
      Campione di Scozia e qualificato al terzo turno della fase a gironi della UEFA Champions League 2011-2012.
      Qualificato ai play-off della UEFA Europa League 2011-2012.
      Qualificato al turni preliminari della UEFA Europa League 2011-2012.
      Retrocesso in Scottish First Division 2011-2012.
Regolamento:
Tre punti a vittoria, uno a pareggio, zero a sconfitta.
A parità di punti, le posizioni in classifica venivano determinate sulla base della differenza reti.

## Statistiche

### Squadre

#### Capoliste solitarie
|    | —— | —— | —— | —— | —— | —— | —— | ——      | ——      | ——      | ——      | ——      | ——      | ——      | ——      | ——      | ——      | ——      | ——      | ——      | ——      | ——      | ——      | ——      | ——      | ——  | ——      | ——      | ——      | ——      | ——      | ——      | ——      | ——      | ——      | ——      | ——      | —— |  |
|    |    |    |    |    |    |    |    | Rangers | Rangers | Rangers | Rangers | Rangers | Rangers | Rangers | Rangers | Rangers | Rangers | Rangers | Rangers | Rangers | Rangers | Rangers | Rangers | Rangers | Rangers | Cel | Rangers | Rangers | Rangers | Rangers | Rangers | Rangers | Rangers | Rangers | Rangers | Rangers | Rangers |    |  |
|    |    |    |    |    |    |    |    |         |         |         |         |         |         |         |         |         |         |         |         |         |         |         |         |         |         |     |         |         |         |         |         |         |         |         |         |         |         |    |  |
|    |    |    |    |    |    |    |    |         |         |         |         |         |         |         |         |         |         |         |         |         |         |         |         |         |         |     |         |         |         |         |         |         |         |         |         |         |         |    |  |
| 1ª | 2ª | 3ª | 4ª | 5ª | 6ª | 7ª | 8ª | 9ª      | 10ª     | 11ª     | 12ª     | 13ª     | 14ª     | 15ª     | 16ª     | 17ª     | 18ª     | 19ª     | 20ª     | 21ª     | 22ª     | 23ª     | 24ª     | 25ª     | 26ª     | 27ª | 28ª     | 29ª     | 30ª     | 31ª     | 32ª     | 33ª     | 34ª     | 35ª     | 36ª     | 37ª     | 38ª     |    |  |

#### Primati stagionali
- Maggior numero di vittorie: Rangers (30)
- Minor numero di sconfitte: Celtic (4)
- Migliore attacco: Rangers (88 goal segnati)
- Miglior difesa: Celtic (22 goal subiti)
- Miglior differenza reti: Celtic (+63)
- Maggior numero di pareggi: Inverness, Hamilton Academical e St. Johnstone (11)
- Minor numero di pareggi: Rangers (3)
- Minor numero di vittorie: Hamilton Academical (5)
- Maggior numero di sconfitte: Aberdeen e Hamilton Academical (22)
- Peggiore attacco: St. Johnstone (23 goal segnati)
- Peggior difesa: Hibernian (61 goal subiti)
- Peggior differenza reti: Hamilton Academical (-35)

### Individuali

#### Classifica marcatori
| Gol | Rigori |  | Giocatore        | Squadra                       |
| --- | ------ |  | ---------------- | ----------------------------- |
| 21  | 4      |  | Kenny Miller     | Rangers                       |
| 20  | 1      |  | Gary Hooper      | Celtic                        |
| 17  | 2      |  | David Goodwillie | Dundee Utd                    |
| 16  |        |  | Nikica Jelavić   | Rangers                       |
| 15  |        |  | Conor Sammon     | Kilmarnock                    |
| 15  | 4      |  | Anthony Stokes   | Hibernian (1), Celtic (14)    |
| 15  | 5      |  | Adam Rooney      | Inverness                     |
| 14  | 3      |  | Michael Higdon   | St. Mirren                    |
| 13  |        |  | Rudolf Skácel    | Hearts                        |
| 12  | 1      |  | Nick Blackman    | Motherwell (10), Aberdeen (2) |
| 11  |        |  | Derek Riordan    | Hibernian                     |
| 11  |        |  | Steven Naismith  | Rangers                       |
| 11  |        |  | Kyle Lafferty    | Rangers                       |
| 11  | 1      |  | Kris Commons     | Celtic                        |

#### Giocatore del mese
Di seguito i vincitori.
| Mese      | Giocatore                   | Squadra    |
| --------- | --------------------------- | ---------- |
| Agosto    | Kenny Miller                | Rangers    |
| Settembre | Kenny Miller                | Rangers    |
| Ottobre   | Steven Naismith             | Rangers    |
| Novembre  | Aleksej Alekseevič Erëmenko | Kilmarnock |
| Dicembre  | Marius Žaliūkas             | Hearts     |
| Gennaio   | Beram Kayal                 | Celtic     |
| Febbraio  | Marián Kello                | Hearts     |
| Marzo     | David Goodwillie            | Dundee Utd |
| Aprile    | Allan McGregor              | Rangers    |